# Agrioglypta proximalis
Agrioglypta proximalis là một loài bướm đêm trong họ Crambidae.